# (20024) Mayrémartínez
(20024) Mayrémartínez, désignation internationale (20024) Mayremartinez, est un astéroïde de la ceinture principale.

## Description
(20024) Mayremartinez est un astéroïde de la ceinture principale. Il fut découvert le 30 janvier 1992 à La Silla par Eric Walter Elst. Il présente une orbite caractérisée par un demi-grand axe de 2,65 UA, une excentricité de 0,14 et une inclinaison de 13,9° par rapport à l'écliptique.

## Compléments